# Skautafélag Reykjavíkur
Le Skautafélag Reykjavíkur (club de patinage de Reykjavik en islandais) est un club sportif de Reykjavik en Islande, spécialisé dans les sports de glace. Son équipe de hockey sur glace évolue dans le Championnat d'Islande de hockey sur glace.

## Historique
Le club est fondé le 7 janvier 1893. C'est le tout premier club sportif jamais fondé en Islande. Ses premiers adhérents patinaient sur le lac Tjörnin dans le centre de Reykjavik.

## Palmarès
- Vainqueur de l'Islandsmot Meistaraflokks: 1999, 2000, 2006, 2007.